# Els van Rooden

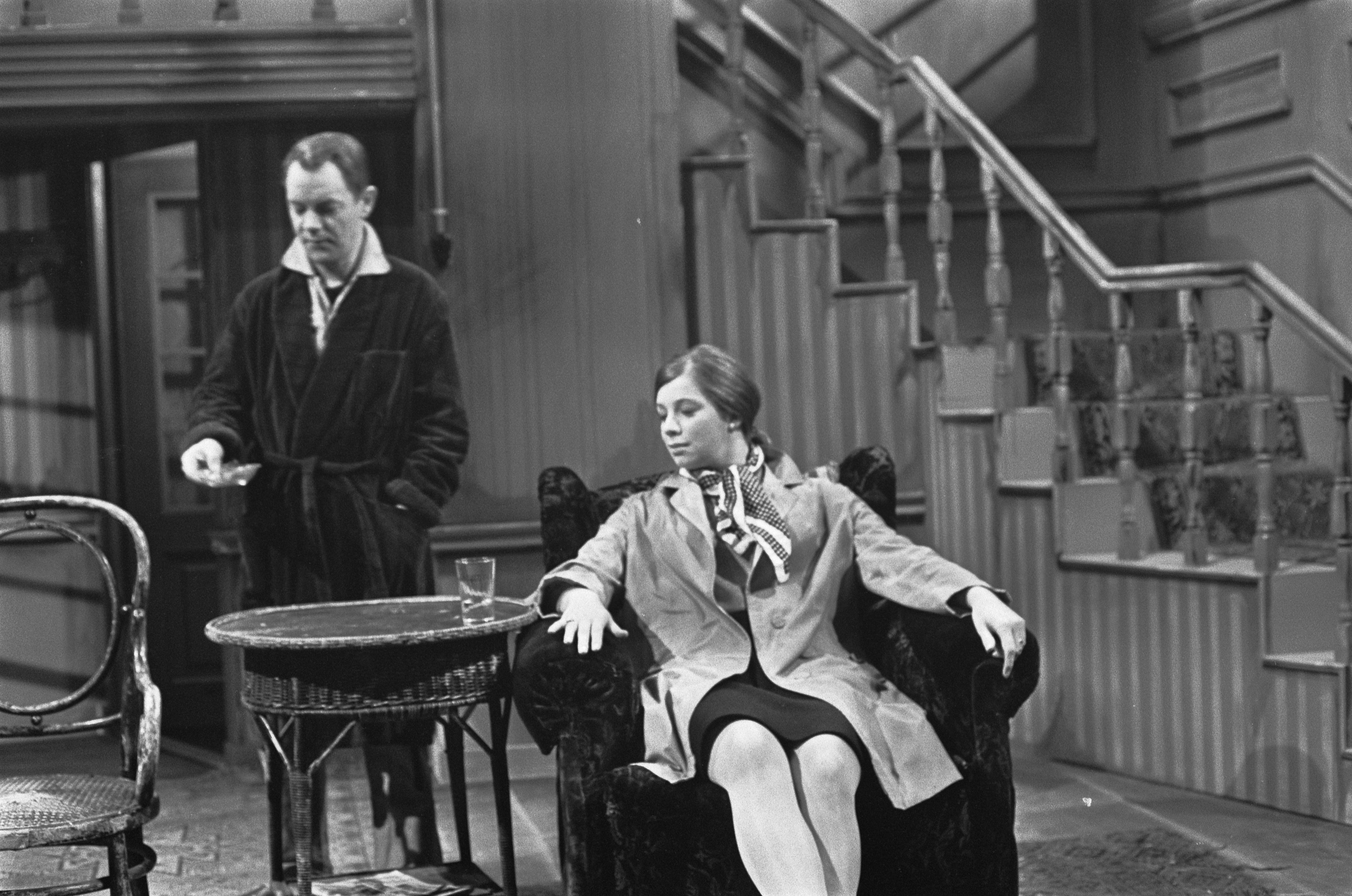
Els van Rooden (sitzend) in „De Thuiskomst van Pinter“, 1968

Elisabeth Gezina Mathilda Maria „Els“ van Rooden (* 31. Mai 1941 in Heemstede; † 25. Juni 1981 in Amsterdam) war eine niederländische Schauspielerin.

## Leben
Van Rooden schloss 1963 ihr Studium an der Theaterakademie Maastricht ab. Im selben Jahr konnte sie sofort ihre Arbeit im Toneelgroep Centrum aufnehmen. Sie spielte unter anderem in Sartres Reverent Light Cage, Liefdes Loze Les, A Day from the Dead of Damned Lowietje (für den sie den Cor-Hermus-Preis gewann), Tehuis, Baby Monitor, Heart Secrets, Ashes, Divorce und Mata Hari. Außerdem trat sie in zahlreichen Hörspielen auf.
Im Fernsehen trat sie unter anderem in Ex-Wonderkind (1964, KRO), Jeanne van Lorraine (KRO), Die Zerstörung Karthagos (NCRV), Buren (KRO), Schakels (KRO), Uilenspiegel und Rinkelrooi auf. Ihr letztes Stück war das Musical De Club, in dem sie unter anderem mit Adèle Bloemendaal, Jenny Arean, Annet Nieuwenhuijzen und Jes Vriens zusammen spielte.
Am 1. Juni 1965 heiratete sie den Fernsehregisseur Paul Pouwels. Auch ihre Töchter Barbara und Pieternel Pouwels wurden Schauspielerinnen. Els van Rooden starb im Alter von 40 Jahren an Krebs. Sie wurde in ihrer Heimatstadt begraben.